# 博若克
博若克，是匈牙利沃什州所辖的一个村，总面积20.91平方公里，总人口334，人口密度16.0人/平方公里（2010年1月1日）。